# Ad-Dar al-Kabira
Ad-Dar al-Kabira (arab. الدار الكبيرة) – miejscowość w Syrii, w muhafazie Hims. W 2004 roku liczyła 7280 mieszkańców.